# Henry (Einheit)
Henry ist im SI-Einheitensystem die Einheit der Induktivität sowie des magnetischen Leitwertes und ist nach dem amerikanischen Physiker Joseph Henry benannt. Sie ist für jede Leiterspule spezifisch und wird meistens auf ihr angegeben.

## Definition
Eine Spule hat eine Induktivität von 1 Henry, wenn bei gleichförmiger Stromänderung von 1 Ampere in 1 Sekunde eine Selbstinduktionsspannung von 1 Volt entsteht
{\displaystyle 1\,\mathrm {H} =1\,\mathrm {\frac {V\,s}{A}} =1\,\Omega \,\mathrm {s} }
oder bei einem Strom von 1 Ampere ein magnetischer Fluss von 1 Weber erzeugt wird
{\displaystyle 1\,\mathrm {H} =1\,\mathrm {\frac {Wb}{A}} }.

## Bezug zu CGS-Einheiten
Im CGS-Einheitensystem gibt es je nach Variante unterschiedliche Maßeinheiten für Induktivität:
Im elektromagnetischen CGS-Einheitensystem ist die Einheit der Centimeter (cm), der hier Abhenry (abH) genannt wird. Es gilt:
1 abH  ≙  10−9 H  =  1 nH (Nanohenry)
In einer Induktivität von 1 abH erzeugt ein um 1 Abampere pro Sekunde ansteigender Strom eine Spannung von 1 Abvolt.
Im elektrostatischen CGS-Einheitensystem gilt für das Stathenry (statH):
1 statH  ≙  {c}2 · 10−9 H  ≈  8,99·1011 H  =  899 GH (Gigahenry),
wobei {c} ≈ 2.998e10 der Zahlenwert der Lichtgeschwindigkeit in der Einheit cm/s ist. In einer Induktivität von 1 statH erzeugt ein um 1 Statampere pro Sekunde ansteigender Strom eine Spannung von 1 Statvolt.
Das Gauß’sche Einheitensystem, das das mit Abstand wichtigste CGS-System ist, übernimmt die Definition aus dem elektrostatischen CGS-Einheitensystem. Allerdings merkt John David Jackson in seinem Standardwerk Classical Electrodynamics an, dass hier keine Einheitlichkeit herrscht.

## Geschichte
Vor der Einführung des SI wurde das heutige SI-Henry als absolutes Henry bezeichnet, das von der damaligen Definition des (internationalen) Ohm abgeleitete Henry dagegen als internationales Henry (siehe: Ohm#Geschichte). Da die nationalen Standardbehörden aufgrund der Messvorschriften der Definitionen unterschiedliche Umrechnungsfaktoren ermittelt hatten, gab es national unterschiedliche Zahlenwerte für das internationale Henry. Das Internationale Komitee für Maß und Gewicht legte 1946 das mittlere internationale Ohm mit 1,00049 Ω fest, womit auch gilt:
1 mittleres internationales Henry = 1 Hint = 1,000 49 H
Bedeutend war auch das US-amerikanische internationale Henry:
1 US-amerikanisches internationales Henry = 1,000 495 H
Das Henry wurde früher auch als Quadrant bezeichnet, da 1 Henry im elektromagnetischen CGS-Einheitensystem in Dimension und Länge einem Erdquadranten von 109 cm entspricht.